# Aleksander Russocki
Aleksander Russocki herbu Zadora (ur. ok. 1762 roku) – szambelan królewski, rotmistrz chorągwi 5. Brygady Kawalerii Narodowej w 1792 roku.